# Mistrzostwa Europy w Lekkoatletyce 1934 – rzut dyskiem mężczyzn

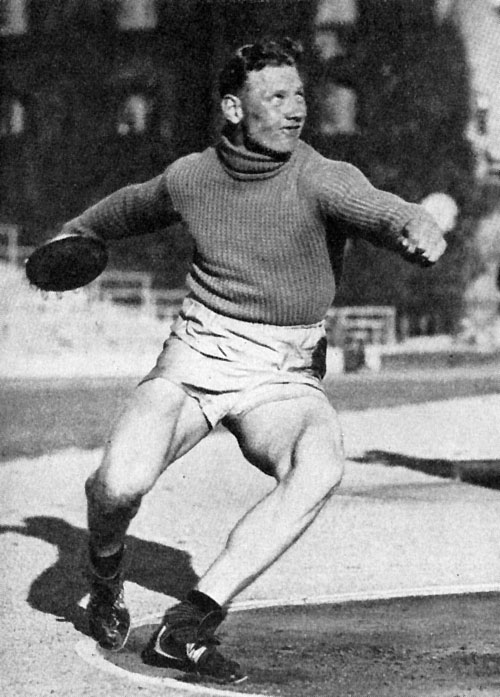
Harald Andersson (1935)

Konkurs rzutu dyskiem mężczyzn był jedną z konkurencji rozgrywanych podczas I Mistrzostw Europy w Turynie. Zawody zostały rozegrane w sobotę 8 września 1934 roku na Stadionie im. Benito Mussoliniego w Turynie. Zwycięzcą tej konkurencji został szwedzki zawodnik Harald Andersson. W rywalizacji wzięło udział jedenastu zawodników z ośmiu reprezentacji.

## Wyniki
| Miejsce | Zawodnik          | Najdłuższy skok |
| ------- | ----------------- | --------------- |
| 1       | Harald Andersson  | 50,38 m         |
| 2       | Paul Winter       | 47,09 m         |
| 3       | István Donogán    | 45,91 m         |
| 4       | József Remetz     | 45,54 m         |
| 5       | Arnold Viiding    | 45,51 m         |
| 6       | Giorgio Oberweger | 45,38 m         |
| 7       | Jules Noël        | 45,02 m         |
| 8       | Emil Janausch     | 45,01 m         |
| 9       | Anton Karlsson    | 43,89 m         |
| 10      | Kalevi Kotkas     | 42,50 m         |
| 11      | Nikolaos Silas    | 41,53 m         |